# Selamet I Giray
Selamet I Giray, född okänt år, död 1610, var Krimkhanatets khan 1608–1610. 